# Olympische Sommerspiele 1972/Teilnehmer (Amerikanische Jungferninseln)
| Gelbes Symbol für Goldmedaillen mit stilisierten Olympischen Ringen | Graues Symbol für Silbermedaillen mit stilisierten Olympischen Ringen | Braundes Symbol für Bronzemedaillen mit stilisierten Olympischen Ringen |
| ------------------------------------------------------------------- | --------------------------------------------------------------------- | ----------------------------------------------------------------------- |
| —                                                                   | —                                                                     | —                                                                       |

Die Amerikanischen Jungferninseln nahmen an den Olympischen Sommerspielen 1972 in München mit einer Delegation von sechzehn Sportlern (allesamt Männer) teil. Diese traten in vier Sportarten bei neun Wettbewerben an. Der Boxer William Peets wurde als Fahnenträger zur Eröffnungsfeier ausgewählt.

## Teilnehmer nach Sportarten

### Boxen
| Athleten      | Wettbewerb    | 1. Runde | 1. Runde | Achtelfinale | Achtelfinale        | Viertelfinale | Viertelfinale | Halbfinale    | Halbfinale    | Finale        | Finale        | Rang |
| Athleten      | Wettbewerb    | Gegner   | Ergebnis | Gegner       | Ergebnis            | Gegner        | Ergebnis      | Gegner        | Ergebnis      | Gegner        | Ergebnis      | Rang |
| ------------- | ------------- | -------- | -------- | ------------ | ------------------- | ------------- | ------------- | ------------- | ------------- | ------------- | ------------- | ---- |
| Herren        |               |          |          |              |                     |               |               |               |               |               |               |      |
| William Peets | Mittelgewicht | Freilos  | Freilos  | Poul Knudsen | 0:5 Punktniederlage | ausgeschieden | ausgeschieden | ausgeschieden | ausgeschieden | ausgeschieden | ausgeschieden | 9    |

### Leichtathletik
Laufen und Gehen 
| Athleten       | Wettbewerb | Vorlauf | Vorlauf | Halbfinale    | Halbfinale    | Finale        | Finale        | Rang |
| Athleten       | Wettbewerb | Zeit    | Rang    | Zeit          | Rang          | Zeit          | Rang          | Rang |
| -------------- | ---------- | ------- | ------- | ------------- | ------------- | ------------- | ------------- | ---- |
| Herren         |            |         |         |               |               |               |               |      |
| George Calhern | 100 m      | 10,90 s | 7       | ausgeschieden | ausgeschieden | ausgeschieden | ausgeschieden | -    |

### Schießen
| Herren            |                                            |      |    |
| José Álvarez      | Freie Pistole 50 m                         | 486  | 57 |
| Harold Fredericks | Kleinkalibergewehr liegend 50 m            | 580  | 88 |
| Douglas Mast      | Kleinkalibergewehr liegend 50 m            | 583  | 78 |
| Robert McAuliffe  | Schnellfeuerpistole 25 m                   | 494  | 59 |
| Adelbert Nico     | Kleinkalibergewehr Dreistellungskampf 50 m | 1017 | 66 |
| Salvador Sanpere  | Kleinkalibergewehr Dreistellungskampf 50 m | 979  | 69 |

### Segeln
| Athleten                                   | Wettbewerb  | Endstand | Endstand |
| Athleten                                   | Wettbewerb  | Punkte   | Rang     |
| ------------------------------------------ | ----------- | -------- | -------- |
| Herren                                     |             |          |          |
| Richard Griffin                            | Finn-Dinghy | 179,0    | 29       |
| John Hamber, John Foster                   | Tempest     | 131,0    | 20       |
| Kenneth Klein, Peter Jackson               | Starboot    | 106,7    | 16       |
| David Jones, David Kelly, Richard Holmberg | Soling      | 131,0    | 24       |